# Kirche Meuchen

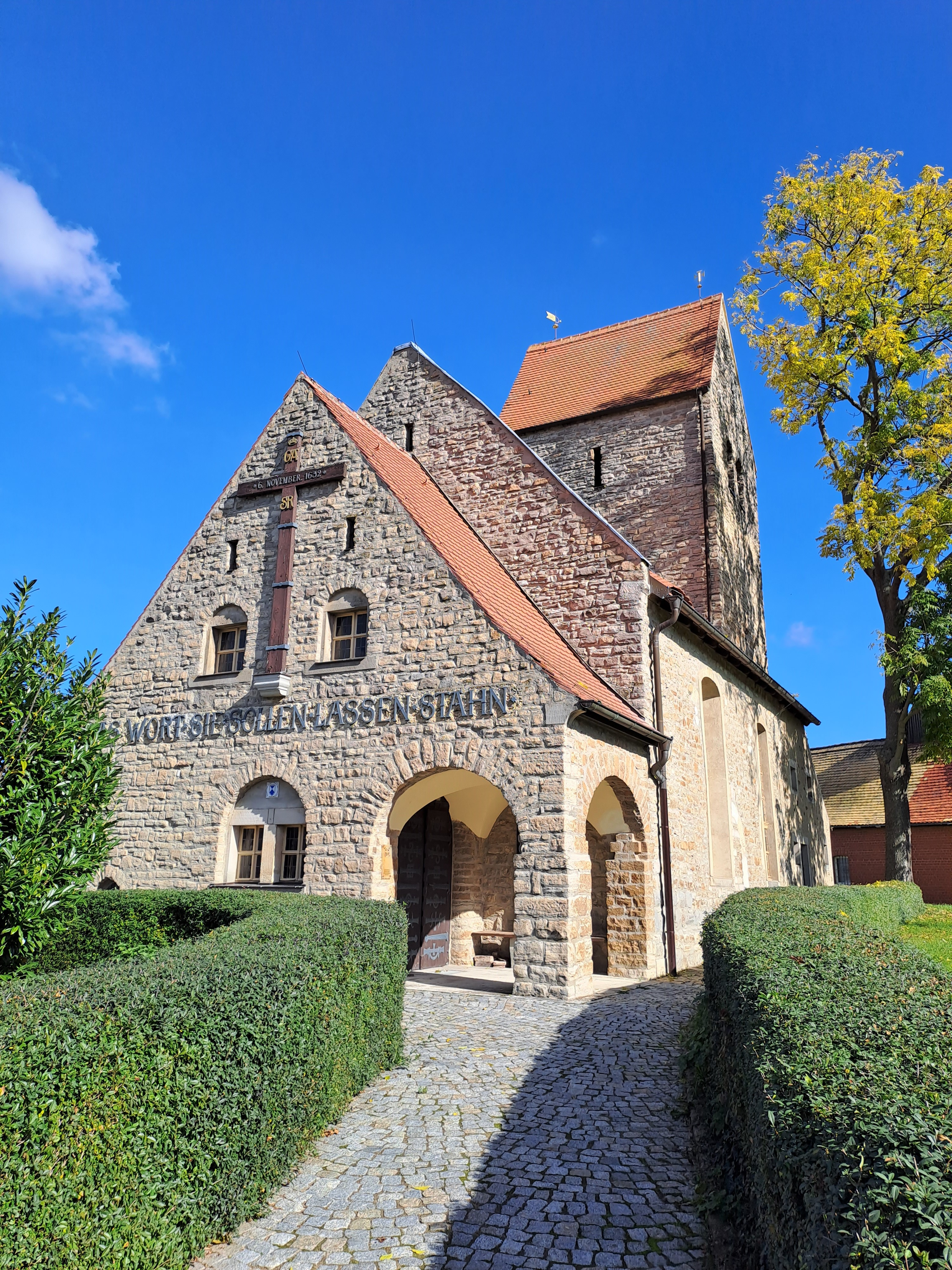
Kirche Meuchen

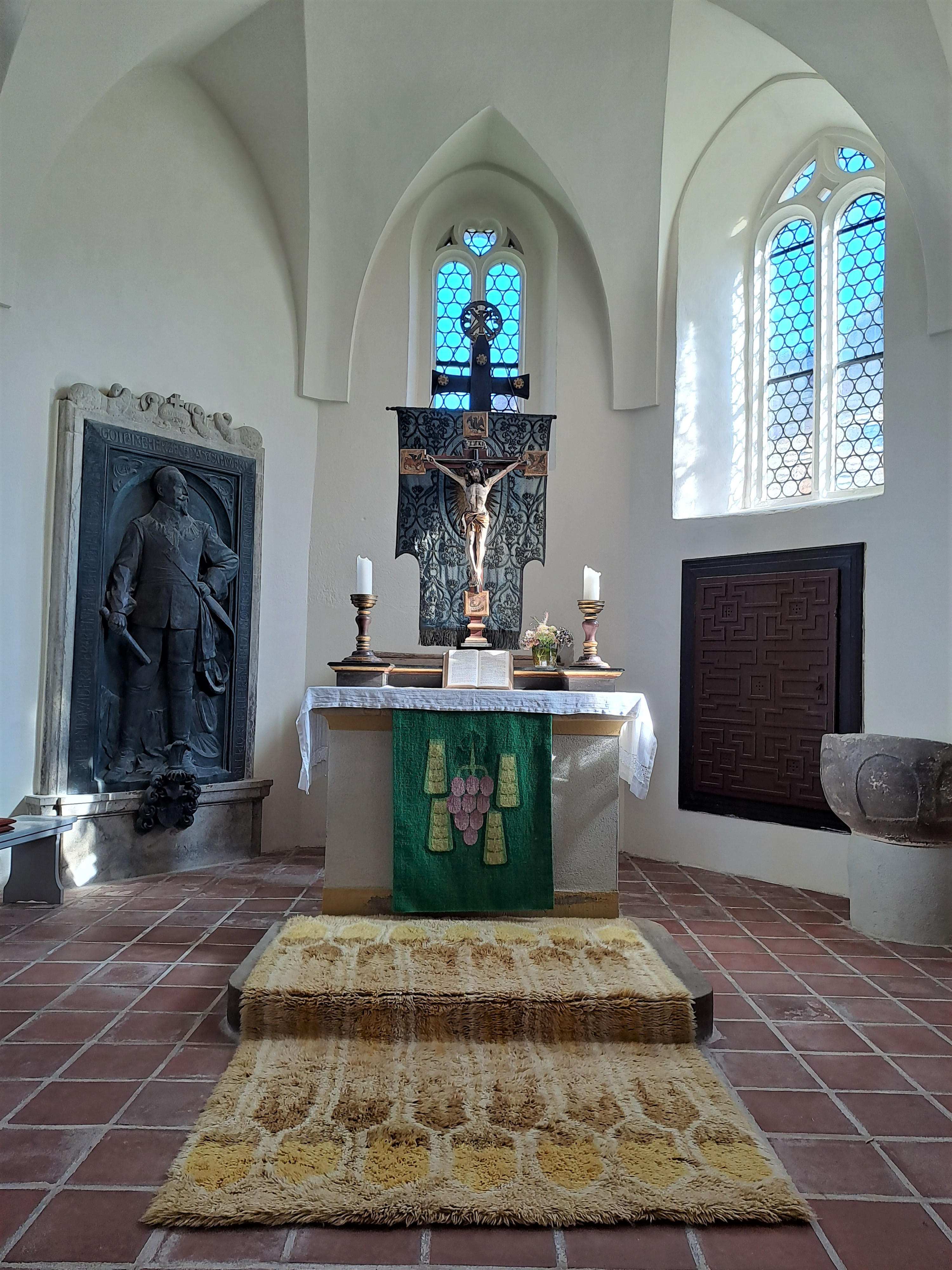
Blick zum Chor

Die Kirche Meuchen – auch Gustav-Adolf-Gedächtniskirche oder Gustav-Adolf-Gedenkkirche – ist eine denkmalgeschützte evangelische Kirche im Ortsteil Meuchen der Stadt Lützen im Burgenlandkreis in Sachsen-Anhalt. Sie gehört zum Pfarrbereich Lützener Land des Kirchenkreises Merseburg der Evangelischen Kirche in Mitteldeutschland. Im örtlichen Denkmalverzeichnis ist sie unter der Erfassungsnummer 094 09431 als Baudenkmal verzeichnet.

## Architektur und Ausstattung

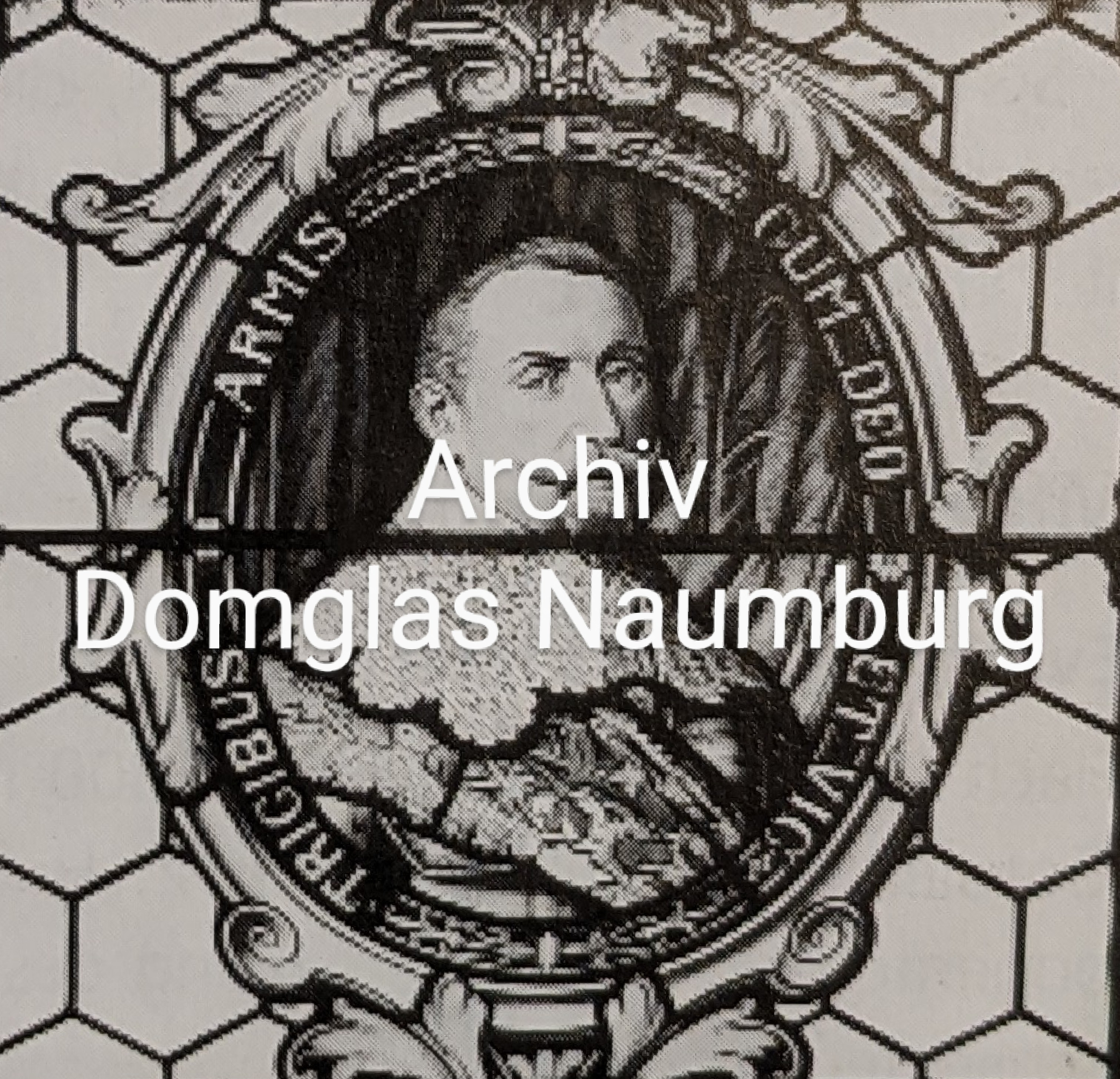
Glasmalereimedaillon König Gustav II. Adolf von Schweden, Fenster n III, hergestellt von Glasmalerei W. Franke Naumburg

Ursprünglich wurde die Kirche um 1200 als spätromanische Chorturmkirche errichtet. 1513 ersetzte der spätgotische polygonale Chor mit 5/8-Schluss, der mit zweibahnigen Maßwerkfenstern ausgestattet ist, die einstige, östlich angesetzte Apsis. Im Turm ist ein Triumph- bzw. Apsisbogen erhalten; die Turmhalle ist mit einem Kreuzgratgewölbe versehen.
Im 18. Jahrhundert erhielt die Kirche durch den Umbau des Kirchenschiffs das heutige Aussehen und eine barocke Ausstattung. Die Kanzel mit Christus und den vier Evangelisten stammt aus dem 17. Jahrhundert, Altarkreuz mit Kruzifix aus der ersten Hälfte des 16. Jahrhunderts, wie auch der Taufstein mit einer runden romanischen Kuppa mit Arkadenrelief.
1911/12 erfolgte eine Restaurierung und die Neugestaltung zur Gedenkkirche. Eine umfassende äußere Sanierung wurde 1997 vorgenommen. Seit 2019 erfolgen Sicherungs- und Sanierungsarbeiten im Inneren der Kirche.
Das Rechteckfenster n III befindet sich in der nördlichen Chorseite. Es zeigt eine Wappenverglasung mit König Gustav II. Adolf von Schweden. Die ovale Glasmalerei trägt eine Inschrift CUM DEO ET VIC-TRICIBUS ARMIS.
1908 wurde dieses Auftragswerk von der Glasmalerei Wilhelm Franke Naumburg (Sign.) hergestellt.
Unter der Weiterführung von Domglas Naumburg werden Restaurierungen von Kirchenfenstern nach Archivierungen ausgeführt.

## Die Kirche und Gustav II. Adolf
Nach der Schlacht bei Lützen am 6./16. November 1632 wurde der Leichnam des schwedischen Königs Gustav II. Adolf zunächst in die Kirche Meuchen gebracht und dort zur Überführung nach Weißenfels hergerichtet.
Der Pfarrer und Religionsforscher Rudolf Stöwesand schrieb in seinem Reiseführer für „Lützenfahrer“ 1922: „Es ist das mit Erde und Herbstlaub verkrustete Blut des Königs, das damals bei der ersten notdürftigen Reinigung der Leiche hier abgewaschen und in der Kirche in einem Gefäße übergeben worden war. Noch 1882 befand sich an dieser Stelle in der Erde die Eichenholzurne von 1632 in einer 2 Fuß tiefen und 1 Fuß breiten zylinderförmigen Aushöhlung, die ausgemauert und mit einer Bretterdecke verschlossen war, bedeckt von einem Stein mit dem schwedischen Wappen.“ Die besagte Eichenholzurne, die laut einer Tafel im Eingangsbereich unter einem Stein gelegen hat, ist verschollen.
An der nördlichen Polygonseite des Chors steht ein Bronzerelief Gustav Adolfs im Kalksteinrahmen nach einem Entwurf von Paul Juckoff. Aufgrund der historischen Verbindung zum schwedischen König ist die Kirche überregional bekannt und Ziel für Touristen.

## Orgel

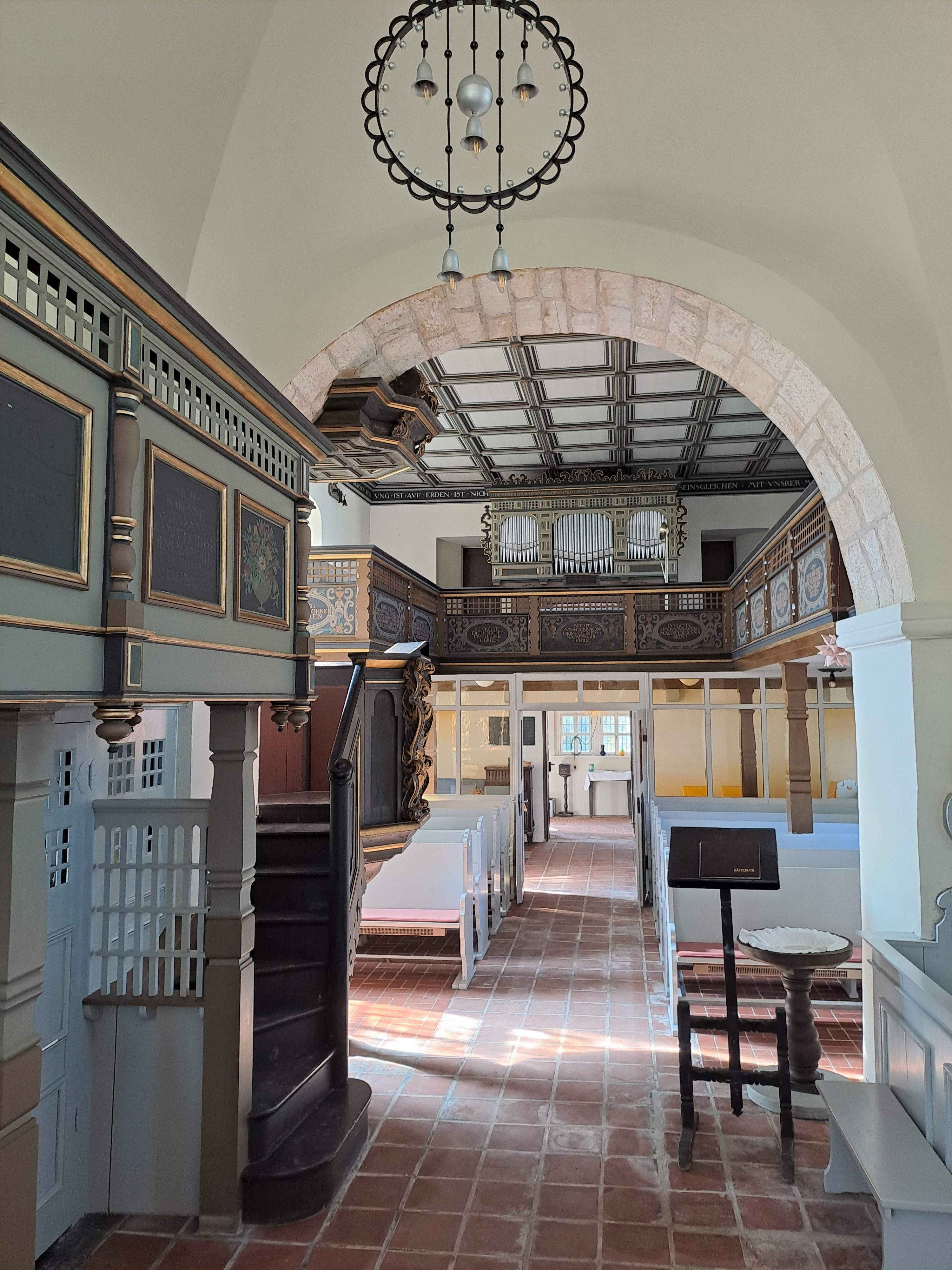
Blick ins Kirchenschiff zur Empore mit Ladegast-Orgel

Auf der Empore der Kirche steht eine Orgel von Oskar Ladegast, erbaut 1907, die ein Einwohner des Dorfes stiftete. Das Vorgängerinstrument wurde an die Trinitatiskirche Leipzig verkauft. Die Ladegast-Orgel verfügt über sechs Register auf einem Manual und Pedal und ist mit pneumatischen Kegelladen ausgestattet. Die Disposition lautet wie folgt:
| I Manual C–f3 |    |
| Principal     | 8′ |
| Gedackt       | 8′ |
| Flöte         | 8′ |
| Aeoline       | 8′ |
| Octave        | 4′ |

| Pedal C–d1 |     |
| Subbass    | 16′ |

- Koppel: I/P